# 霍羅迪謝 (斯特雷區)
49°26′19″N 24°16′54″E / 49.43861°N 24.28167°E
霍羅迪謝（羅馬化：Horodyshche）是烏克蘭西部的村莊，隸屬利維夫州的斯特雷區。該村面積2.08平方公里，海拔高度252米，2001年人口495，人口密度每平方公里237.98人。